# Kåkstad

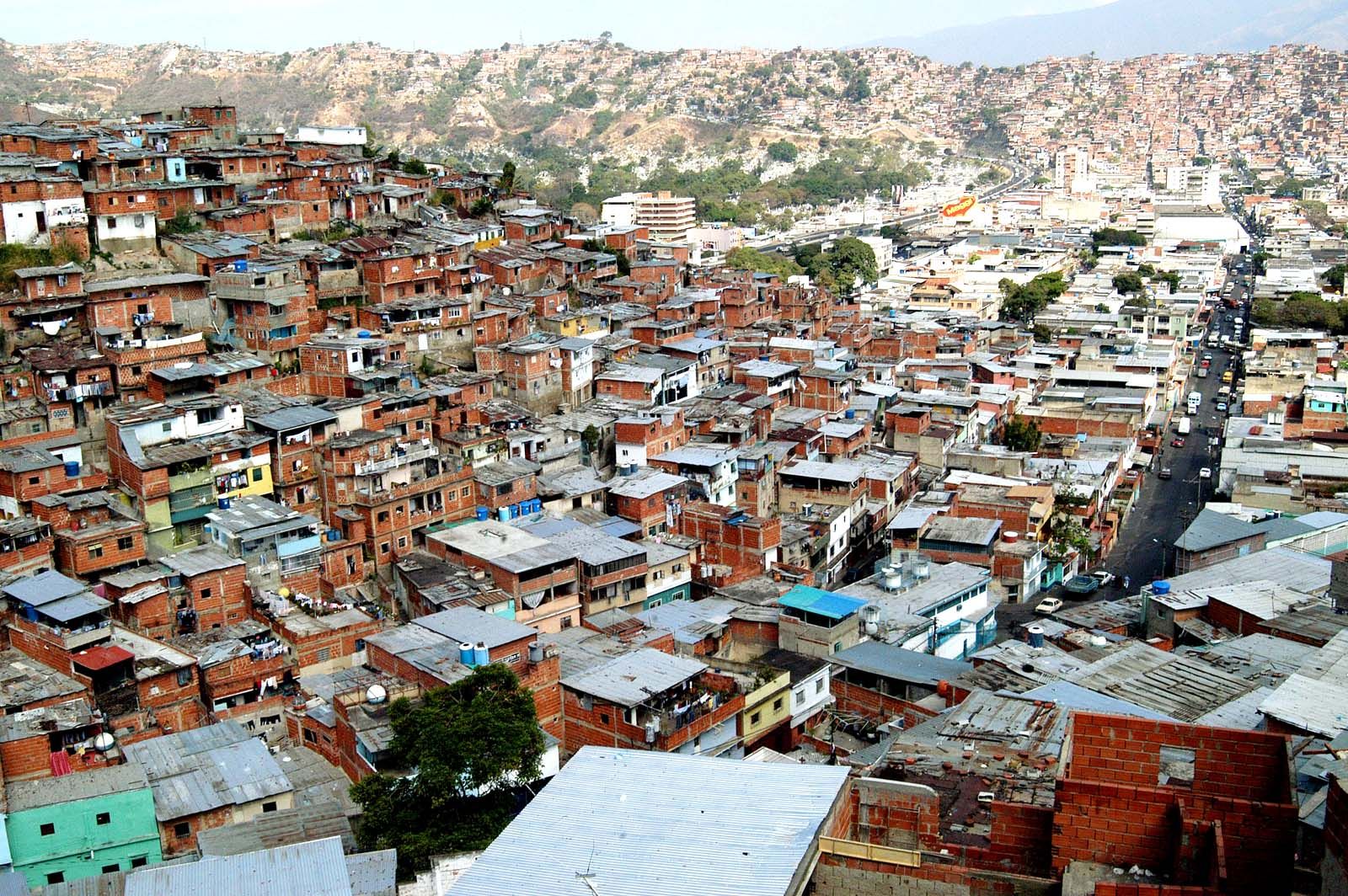
Kåkstad i Caracas, Venezuela.

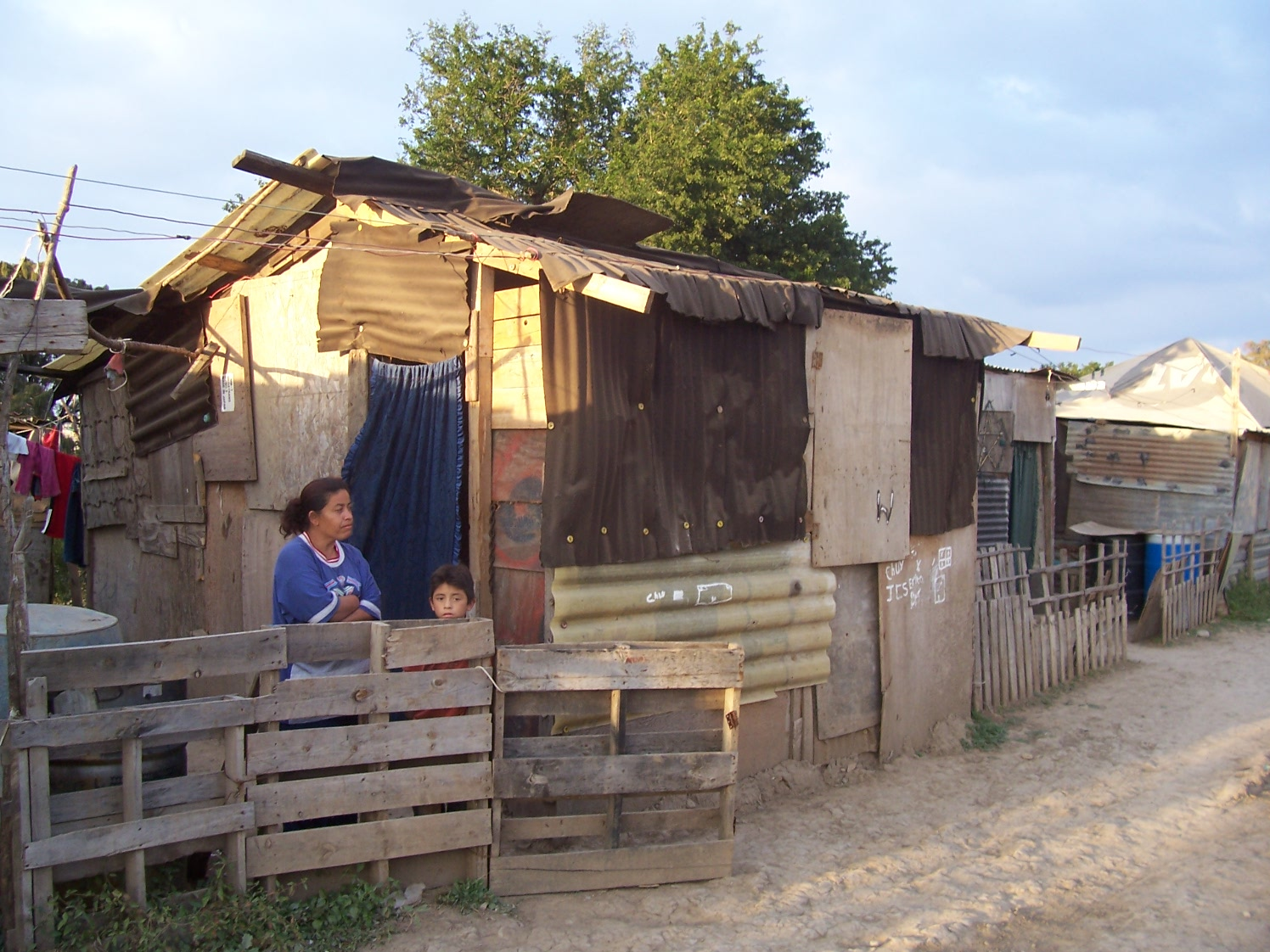
Kåkstad i Mexiko.

En kåkstad är oplanerad bebyggelse av mycket enkel standard. Kåkstäder utgör ofta en stor del av en stads slum, och saknar vanligtvis elförsörjning, kranvatten och avlopp.
Kåkstadens byggnader ligger ibland, i synnerhet i tredje världen, på ockuperad mark.

## Olika länder
Kåkstäder förekommer idag i många länder, speciellt de som har låga inkomster. Rikare länder med stora inkomstskillnader brukar även ha kåkstäder.
Kåkstäderna är globalt sett kända under olika namn. Några exempel på begrepp för kåkstad inkluderar barriada (Lima), favela (Rio de Janeiro), rancho (Caracas), bidonville (fransktalande länder), bustee (New Delhi), kampong (Kuala Lumpur) och gecekondu (Istanbul). Det engelska shanty-town används bland annat i Kapstaden.

### Sverige
I Sverige fanns kåkstäder förr i och omkring större städer, och Majorna i Göteborg är ett område som från början var av typen kåkstad. Som regel var de svenska kåkstäderna byggda av trä, och de var kända för att ha dålig ventilation och uppvärmning.
I Stockholm var Lugnets industriområde den sista större kåkstaden, innan den revs på 1990-talet för att ge plats åt Hammarby Sjöstad.
Årstadal och Gamla Stadshagen är andra områden. Den mindre kåkstaden Fisksjöäng, vid Husarvikens norra strand, revs några år senare, år 2003. Fortfarande finns ett småindustriområde på Snösätragränd kvar som kåkstad, i Rågsveds friområde. I äldre svensk benämning används inte sällan kåkstäder eufemistiskt som "oplanerad arbetarbebyggelse"; de dominerades av arbetarhushåll med låga inkomster och många barn.
I Malmö byggdes 2014 kåkstaden Sorgenfrilägret av ett femtiotal EU-migranter från bland annat Rumänien genom att ockupera privat mark. Det rörde sig om industritomten i hörnet av Nobelvägen-Industrigatan i området Östra Sorgenfri, med åtföljande nedskräpning på mark utan rinnande vatten eller avlopp. Lägret, som till år 2015 vuxit till runt 400 ockupanter, kunde dock ej rivas eftersom Miljöförvaltningen ansåg det vara fastighetsägarens uppgift att städa upp. Fastighetsägaren fick ingen hjälp av kronofogden förrän varje EU-migrant identifierats, men polisen i Malmö vägrade att identifiera dem enligt instruktion ifrån polisens egna jurister. Länsstyrelsen i Skåne län ställde kravet att alla måste identifieras innan avhysning kunde ske.

## Hälsoaspekter
Eftersom kåkstäder inte är planerade kan det vara svårt för utryckningsfordon att komma in i området, ibland saknas farbara vägar och skyltning, vilket fördröjer räddningsaktioner. Detta kostar liv och gör att effekterna av exempelvis brand blir omfattande. 
Då invånarna i en kåkstad som regel är fattiga kan sjukdomar spridas, eftersom de inte har råd med läkarvård. De rudimentära avloppen som ibland förekommer gör att fekalier inte sällan kommer i kontakt med dricksvatten, en känd smittväg. 